# De Fuik (restaurant)
De Fuik was een restaurant in Aalst, Nederland dat in de periode van 2008 tot 2011 in het bezit van een Michelinster was.
Van 1990 tot 2011 werd restaurant De Fuik geleid door Wim en Odilia Brundel. In juni 2011 namen Marco en Inez Poldervaart De Fuik over. Poldervaart leidde voorheen restaurant De Gastronoom in Harlingen. Op 1 april 2013 kwam het restaurant in handen van Martin en Rosita Ruisaard. Ruisaard was onder Poldervaart souschef in de keuken van De Fuik.
GaultMillau kende het restaurant in 2016 vijftien van de maximaal twintig punten toe.
Het restaurant moest door de Coronacrisis in mei 2020 de deuren sluiten.